# Kim Hee-jung (actriz nacida en 1992)
Kim Hee-jung (en hangul, 김희정; Busan, 16 de abril de 1992) es una actriz de cine y televisión surcoreana.

## Carrera
Kim debutó en 2000 como actriz infantil con la serie de fin de semana de KBS2 Tough Guy's Love. Era un papel muy extenso y le dio notoriedad inmediata.
En 2008 se estaba preparando para debutar como cantante en un grupo llamado TataBebe, pero el proyecto no salió adelante. Su única incursión en la música fue una colaboración con el grupo hip hop Tata Clan en el primer álbum de estos. En cambio, sí ha desarrollado una actividad constante como bailarina en diversos programas televisivos; en 2022 formaba parte del cuerpo de baile del programa de entretenimiento de SBS Running Man. Aficionada al deporte, en 2023 practicaba el fútbol tres veces por semana, hábito que surgió tras su participación en 2021 en el programa de SBS Kick A Goal. También juega al tenis.
En 2011 comenzó sus estudios superiores en la Universidad Chung-Ang, donde se graduó en Teatro y Cine.Había dejado atrás su etapa como actriz infantil y comienzan los papeles de mujer joven. De 2012 es el largometraje Dangerously Excited, donde interpretaba a la vocalista de un grupo musical indie que irrumpe en la vida metódica de un funcionario público.
En 2013 protagonizó un drama en dos partes de 70 minutos, emitido para la festividad de Chuseok por MBC: The Greatest Thing in the World, donde interpreta a una joven madre soltera.
En 2014 unió la actuación y el baile al interpretar el papel de una joven bailarina de rap y hip hop en el cortometraje Sabra. Según el director del mismo, Jeong Dae-geon, su interés por el hip hop la llevó a escribir letras de temas musicales. También en esos años publicó fotos y vídeos donde baila hip-hop.
En 2015 destacó como una de las protagonistas de Han River; en ella es María, una madre soltera que quiere convertirse en monja. Al año siguiente, el 23 de mayo, firmó un contrato de representación exclusiva con la agencia YG Entertainment, pero en agosto de 2019 pasó a la agencia Sublime. También entre 2015 y 2016 protagonizó dos series web, de género romántico, para Naver TV Cast, Delicious Love y Love for a Thousand More.
En 2018 y 2019 tuvo papeles secundarios de corte muy parecido en dos series televisivas, Return y Touch Your Heart. En la primera es una gerente de oficina en un bufete de abogados, en la segunda secretaria asistente legal en otro bufete.
En 2021, tras dos años lejos de las pantallas, obtuvo un papel secundario en River Where The Moon Rises. Su personaje, que tenía muchas escenas de acción, era el de una joven luchadora. Esto permitió a la actriz practicar el género de acción y ampliar su espectro de personajes.
En junio de 2023 coprotagonizó la película Live Stream con el papel de Soo-jin, una mujer víctima de grabaciones ilegales transmitidas en línea, y se anunció que en octubre se incorporaría a la serie de MBN, coproducida por la Universidad Youngsan,You and Me, con el papel de una estudiante de actuación, Heo Young-ran.

## Filmografía

### Cine
| Año  | Título                      | Hangul              | Papel        | Notas        | Ref.         |
| ---- | --------------------------- | ------------------- | ------------ | ------------ | ------------ |
| 2004 | Spider Forest               | 거미숲              | Chica        |              | [ 23 ]       |
| 2004 | So Cute                     | 귀여워              | Byeong Ah-ri |              |              |
| 2008 | My Dear Enemy               | 멋진 하루           | So-yeon      |              | [ 24 ]       |
| 2012 | Dangerously Excited         | 나는 공무원이다     | Saku         |              | [ 8 ] [ 25 ] |
| 2014 | Sabra                       | 사브라              |              | Cortometraje | [ 10 ]       |
| 2014 | The End of the World        | 세상의 끝           | Ahn Ye-jin   |              | [ 26 ]       |
| 2015 | Han River                   | 한강블루스          | Maria        |              | [ 27 ]       |
| 2022 | Boogie Nights               | 부기나이트          | Kyung-ah     |              | [ 5 ]        |
| 2023 | Marrying the Mafia: Returns | 가문의 영광: 리턴즈 |              |              | [ 28 ]       |
| 2023 | Live Stream                 | 라방                | Soo-jin      |              | [ 29 ] [ 1 ] |

### Series de televisión
| Año  | Título                          | Papel                                      | Canal        | Notas                     | Ref.          |
| ---- | ------------------------------- | ------------------------------------------ | ------------ | ------------------------- | ------------- |
| 2000 | Tough Guy's Love                | Song Kkok-ji                               | KBS2         |                           | [ 3 ]         |
| 2001 | Piano                           | Han Joo-hee de niña                        | SBS          |                           |               |
| 2001 | Ladies in the Palace            | Dal-rae                                    | SBS          |                           | [ 26 ]        |
| 2001 | Hotelier                        |                                            | MBC          |                           | [ 26 ]        |
| 2002 | Magic Kid Masuri                | Choi Yi-seul                               | KBS2         |                           | [ 30 ]        |
| 2005 | The Hard Goodbye                | Lee Ji-won                                 | KBS1         |                           |               |
| 2005 | General of Dokdo, An Yong-bok   | Hyun-jung                                  | EBS          |                           |               |
| 2006 | Love Truly                      | Soo-jung                                   | MBC          |                           | [ 31 ]        |
| 2007 | The King and I                  | Señora Han (de joven)                      | SBS          |                           | [ 30 ]        |
| 2007 | The Innocent Woman              | Oh Hyun-myung                              | KBS2         |                           | [ 32 ]        |
| 2007 | High Kick!                      | Estudiante de la que se enamora Lee Min-ho | MBC          | Invitada, ep. 164         |               |
| 2012 | The Brightest Moment in Life    | Seo-jung                                   | KBS2         | Drama Special, 1 ep.      |               |
| 2013 | The Greatest Thing in the World | Ja-yoo                                     | MBC          | Drama especial, 2 ep.     | [ 33 ] [ 34 ] |
| 2014 | The King's Face                 | Seo Jabin (después reina Munseong)         | KBS2         |                           | [ 35 ] [ 36 ] |
| 2015 | Who Are You: School 2015        | Cha Song-joo                               | KBS2         |                           | [ 37 ]        |
| 2015 | Splendid Politics               | Gang-bin                                   | MBC          |                           |               |
| 2015 | Delicious Love                  | Han Jun-hee                                | Naver TV     | Serie web                 | [ 14 ] [ 38 ] |
| 2016 | Love for a Thousand More        | Yeon-ji                                    | Naver TV     | Serie web                 | [ 39 ] [ 40 ] |
| 2016 | Yeong-joo                       | Yeong-joo                                  | SBS          |                           |               |
| 2017 | The Rebel                       | Baek Gyeon                                 | MBC          |                           |               |
| 2017 | Reunited Worlds                 | Nam Yoo-min                                | SBS          |                           | [ 41 ] [ 42 ] |
| 2017 | Temporary Idols                 | Kim Hee-jung                               | SBS          |                           |               |
| 2018 | Return                          | Kang Young-eun                             | SBS          |                           | [ 43 ] [ 44 ] |
| 2019 | Touch Your Heart                | Kim Hae-young                              | tvN          |                           | [ 45 ]        |
| 2021 | River Where The Moon Rises      | Tara Jin                                   | KBS2         |                           | [ 18 ] [ 46 ] |
| 2021 | Emergency                       | Enfermera Kim                              | TVING / Mnet |                           |               |
| 2022 | Desire                          | Park Da-hye                                | iHQ, MBN     |                           | [ 47 ]        |
| 2022 | Jinx's Lover                    | Familiar de un chamán                      | KBS2         | Aparición especial, ep. 1 |               |
| 2023 | You and Me                      | Heo Young-ran                              | MBN          |                           | [ 21 ] [ 22 ] |

## Otras actividades

### Variedades televisivas
| Año  | Título                       | Canal | Función             | Notas       | Ref.   |
| ---- | ---------------------------- | ----- | ------------------- | ----------- | ------ |
| 2014 | Super Bike                   | XTM   | Presentadora        |             |        |
| 2015 | The Human Condition Season 2 | KBS   | Invitada            |             |        |
| 2015 | Law of the Jungle            | SBS   | Invitada            | Ep. 184-185 | [ 48 ] |
| 2015 | Let's Eat With My Friend     | tvN   | Invitada            |             | [ 49 ] |
| 2015 | Radio Star                   | MBC   | Invitada            | Ep. 449     | [ 50 ] |
| 2016 | Hit The Stage                | MNet  | Judge               |             |        |
| 2018 | Mimi Shop                    | JTBC  | Invitada            | Ep. 17      |        |
| 2021 | Kick A Goal Season 2         | SBS   | Miembro del reparto | Ep. 17      | [ 51 ] |
| 2022 | Running Man                  | SBS   | Invitada            | Ep. 597     |        |

### Discografía
| Año  | Canción                | Artista                                 | Notas                      | Ref.         |
| ---- | ---------------------- | --------------------------------------- | -------------------------- | ------------ |
| 2009 | 러밴덩 («Love & Dung») | Tata Clan con Kim Da-hye y Kim Hee-jung | Pista 1 del EP Love & Dung | [ 4 ] [ 52 ] |

### Sesiones fotográficas
| Año  | Publicación   | Notas           | Ref.   |
| ---- | ------------- | --------------- | ------ |
| 2017 | InStyle Korea | Número de junio | [ 53 ] |